# C. Frederick Koelsch
Charles Frederick Koelsch (31 janvier 1907 - 24 décembre 1999) est un chimiste organique américain qui passe sa carrière de professeur à l'Université du Minnesota,,.

## Biographie
Koelsch est né à Boise, Idaho en 1907 dans une famille d'origine allemande. Il fréquente l'Université du Wisconsin et obtient son baccalauréat en 1928 et son doctorat de la même institution en 1931, travaillant sous la direction de Samuel M. McElvain,. Après une bourse postdoctorale à l'Université Harvard avec Elmer Peter Kohler (en), Koelsch est recommandé pour un poste à l'Université du Minnesota par Lee Irvin Smith (en). Il rejoint la faculté là-bas en tant qu'instructeur en 1932 et devient professeur adjoint en 1934. Koelsch reçoit le prix ACS en chimie pure en 1934,. Il devient professeur agrégé en 1937 et professeur titulaire en 1946. Il reste à l'Université du Minnesota jusqu'à sa retraite, prenant le statut de professeur émérite, en 1973,. Pendant une grande partie de sa carrière universitaire, Koelsch est également consultant dans l'industrie, travaillant d'abord avec Smith, Kline & French, puis avec Sterling Drug et Union Carbide.

Structure chimique du radical Koelsch

Au cours de son travail à Harvard, Koelsch a tenté de publier un article décrivant un composé radicalaire inhabituellement stable, mais il est rejeté à l'époque au motif que les propriétés du composé sont peu susceptibles de décrire un radical. Des preuves expérimentales ultérieures et des calculs de mécanique quantique suggèrent que son interprétation de l'expérience originale est correcte, ce qui aboutit à la publication de l'article près de 25 ans après les expériences originales,. Le composé - 1,3-bisdiphénylène-2-phénylallyle (BDPA) - est maintenant souvent appelé le " radical Koelsch ",.